# Gerarchia dei controlli del rischio

Infografica del NIOSH. I metodi di controllo nella parte superiore della grafica sono potenzialmente più efficaci e protettivi di quelli nella parte inferiore. Seguire questa gerarchia porta normalmente all'implementazione di sistemi intrinsecamente più sicuri, in cui il rischio di malattia o lesioni è stato sostanzialmente ridotto.

La gerarchia dei controlli del rischio è un sistema utilizzato nell'industria per ridurre al minimo o eliminare l'esposizione ai rischi. È un sistema ampiamente accettato e promosso da numerose organizzazioni per la sicurezza. Questo concetto viene insegnato ai manager del settore, da promuovere come pratica standard sul luogo di lavoro.
I controlli del rischio nella gerarchia sono, in ordine decrescente di efficacia:
- Eliminazione
- Sostituzione
- Controlli di ingegneria
- Controlli amministrativi
- Dispositivi di protezione individuale.

## Componenti della gerarchia

### Eliminazione
L'eliminazione del rischio consiste nella rimozione fisica del rischio. È il controllo del rischio più efficace. Ad esempio, se i lavoratori devono svolgere lavori in quota, il rischio può essere eliminato spostando il pezzo su cui devono lavorare a livello del suolo.

### Sostituzione

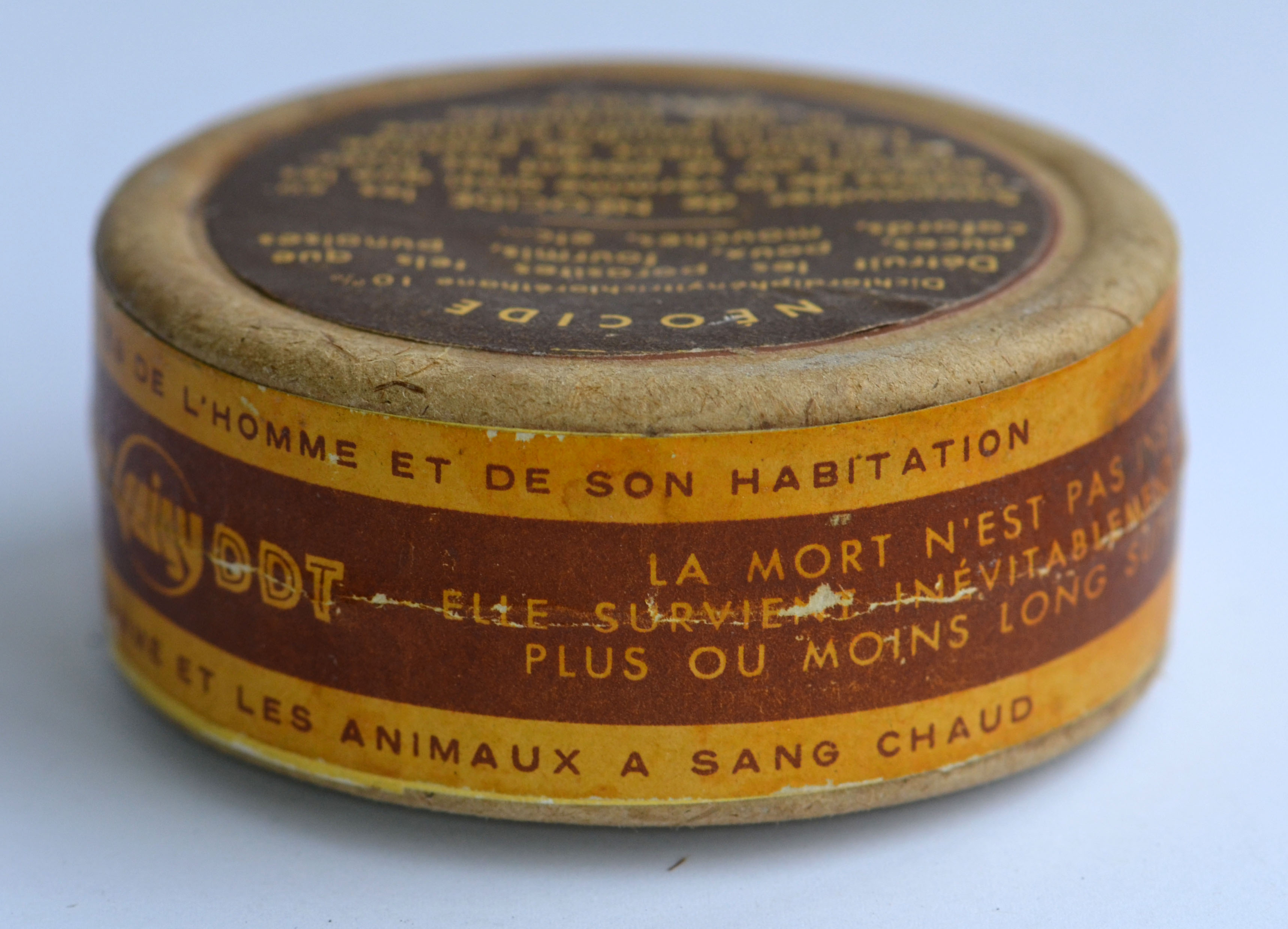
Questo pesticida contiene DDT. Una sostituzione efficace sarebbe quella di sostituirlo con un pesticida non pericoloso per l'ambiente.

La sostituzione è il secondo controllo del pericolo più efficace e consiste nella sostituzione di qualcosa che produce un rischio con qualcosa che non lo produce.
Un esempio è la sostituzione di una vernice a base di piombo (quindi tossica) con una vernice atossica. Per essere un controllo efficace, il nuovo prodotto non deve produrre un altro rischio.

### Controlli di ingegneria
Il terzo metodo più efficace per controllare il rischio sono i controlli di ingegneria. Questi controlli non eliminano i rischi, ma isolano le persone dai rischi. I costi iniziali per attuare questi controlli tendono ad essere più alti dei controlli meno efficaci nella gerarchia, tuttavia possono ridurre i costi futuri. Ad esempio, si potrebbe costruire una piattaforma di lavoro piuttosto che acquistare, sostituire e manutenere attrezzature anticaduta. Un altro esempio è la segregazione e l'isolamento, ovvero una barriera fisica tra il personale e il rischio, come l'uso di apparecchiature controllate a distanza. Un altro esempio sono le cappe di aspirazione, che possono rimuovere i contaminanti presenti nell'aria. In generale, i dispositivi di protezione collettiva rientrano nell'ambito dei controlli di ingegneria.

### Controlli amministrativi

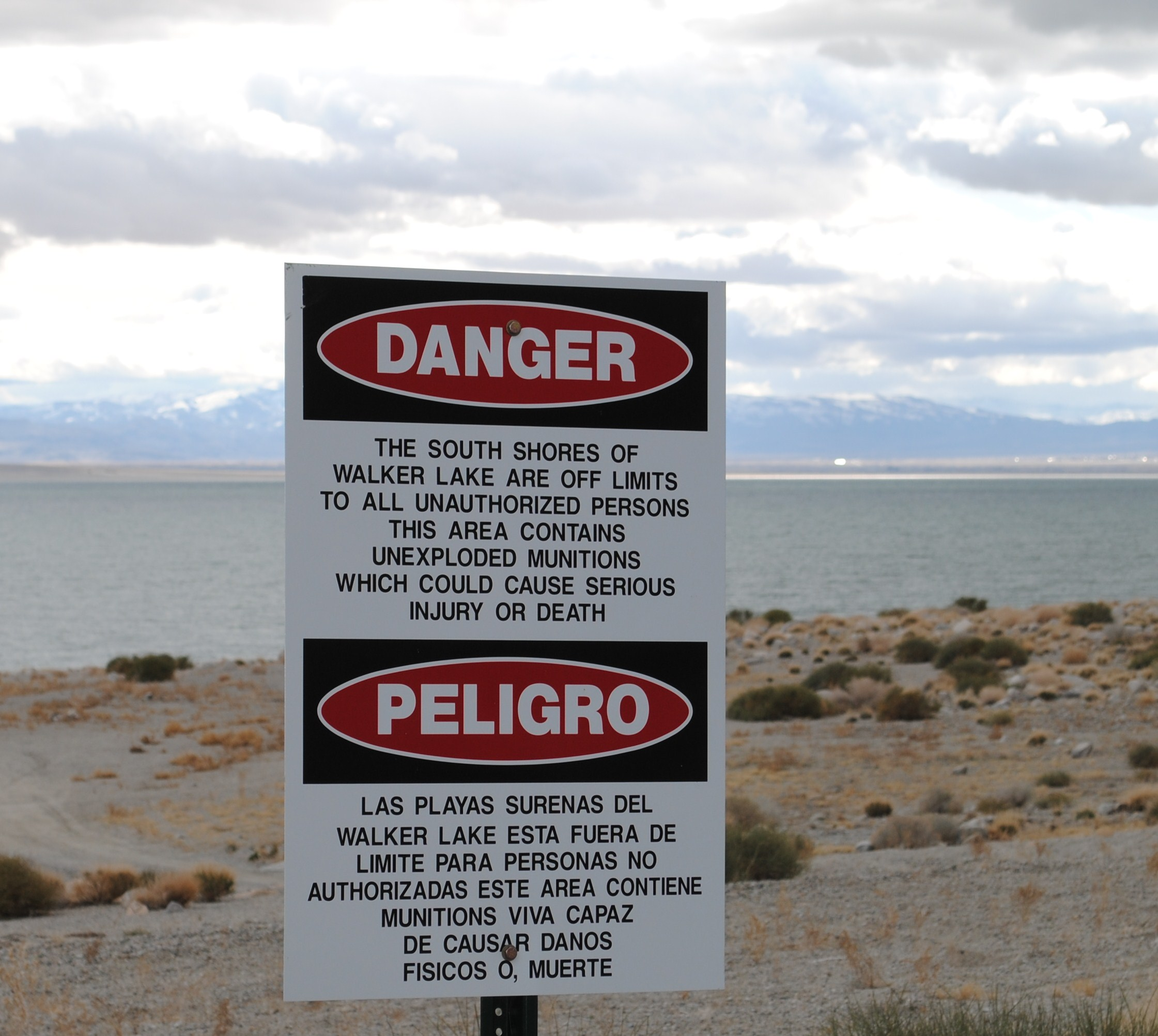
Questo segnale avverte le persone che ci sono esplosivi nel lago Walker, tuttavia non può impedire alle persone di nuotare al suo interno.

I controlli amministrativi sono modifiche al modo in cui le persone lavorano. Esempi di controlli amministrativi includono modifiche delle procedure, formazione dei dipendenti e installazione di cartelli ed etichette di avvertimento (come quelle del Workplace Hazardous Materials Information System). Un altro esempio è il completamento della costruzione di strade di notte, quando meno persone guidano. I controlli amministrativi non rimuovono il rischio, ma limitano o impediscono l'esposizione delle persone al rischio.

### Dispositivi di protezione individuale
I dispositivi di protezione individuale (DPI) comprendono guanti, respiratori, elmetti, occhiali di sicurezza, indumenti ad alta visibilità e calzature di sicurezza. I DPI sono il mezzo meno efficace per controllare il rischio a causa dell'elevata probabilità che si danneggino perdendo così la loro efficacia. Inoltre alcuni DPI, come i respiratori, aumentano lo sforzo fisiologico per completare un'attività, e pertanto possono richiedere esami medici per garantire che i lavoratori possano utilizzare i DPI senza rischiare la propria salute.

## Ruolo nella prevenzione attraverso la progettazione
La gerarchia dei controlli del rischio è una componente fondamentale della prevenzione attraverso la progettazione (Prevention through Design o PtD), che si basa sull'applicazione di metodi per ridurre al minimo i rischi professionali già all'inizio del processo di progettazione. La prevenzione attraverso la progettazione pone infatti l'accento sull'affrontare i rischi ai vertici della gerarchia dei controlli (principalmente attraverso l'eliminazione e la sostituzione) nelle prime fasi di sviluppo del progetto.